# Erepsia
Erepsia is een geslacht uit de ijskruidfamilie (Aizoaceae). De soorten uit het geslacht komen voor in de Kaapprovincie in Zuid-Afrika.

## Soorten
- Erepsia anceps (Haw.) Schwantes
- Erepsia aperta L.Bolus
- Erepsia aristata (L.Bolus) Liede & H.E.K.Hartmann
- Erepsia aspera (Haw.) L.Bolus
- Erepsia babiloniae Liede
- Erepsia bracteata (Aiton) Schwantes
- Erepsia brevipetala L.Bolus
- Erepsia distans L.Bolus
- Erepsia dubia Liede
- Erepsia dunensis (Sond.) Klak
- Erepsia esterhuyseniae L.Bolus
- Erepsia forficata (L.) Schwantes
- Erepsia gracilis (Haw.) L.Bolus
- Erepsia hallii L.Bolus
- Erepsia heteropetala (Haw.) Schwantes
- Erepsia inclaudens (Haw.) Schwantes
- Erepsia insignis (Schltr.) Schwantes
- Erepsia lacera (Haw.) Liede
- Erepsia oxysepala (Schltr.) L.Bolus
- Erepsia patula (Haw.) Schwantes
- Erepsia pentagona (L.Bolus) L.Bolus
- Erepsia pillansii (Kensit) Liede
- Erepsia polita (L.Bolus) L.Bolus
- Erepsia polypetala (A.Berger & Schltr.) L.Bolus
- Erepsia promontorii L.Bolus
- Erepsia ramosa L.Bolus
- Erepsia saturata L.Bolus
- Erepsia simulans (L.Bolus) Klak
- Erepsia steytlerae L.Bolus
- Erepsia urbaniana (Schltr.) Schwantes
- Erepsia villiersii L.Bolus

## Hybriden
- Erepsia × caledonica L.Bolus

... · 
Antimima · 
Argyroderma · 
Carpobrotus · 
Disphyma · 
Dorotheanthus · 
Gibbaeum · 
Lapidaria · 
Lithops · 
Mesembryanthemum · 
Sceletium · 
Tetragonia · 
...